# Lilly Wust
Elisabeth „Lilly“ Wust  (* 24. November 1913 in Berlin-Steglitz als Charlotte Elisabeth Kappler; † 31. März 2006 in Berlin) war eine deutsche Hausfrau und Bundesverdienstkreuzträgerin. Sie wurde als Gerechte unter den Völkern ausgezeichnet.

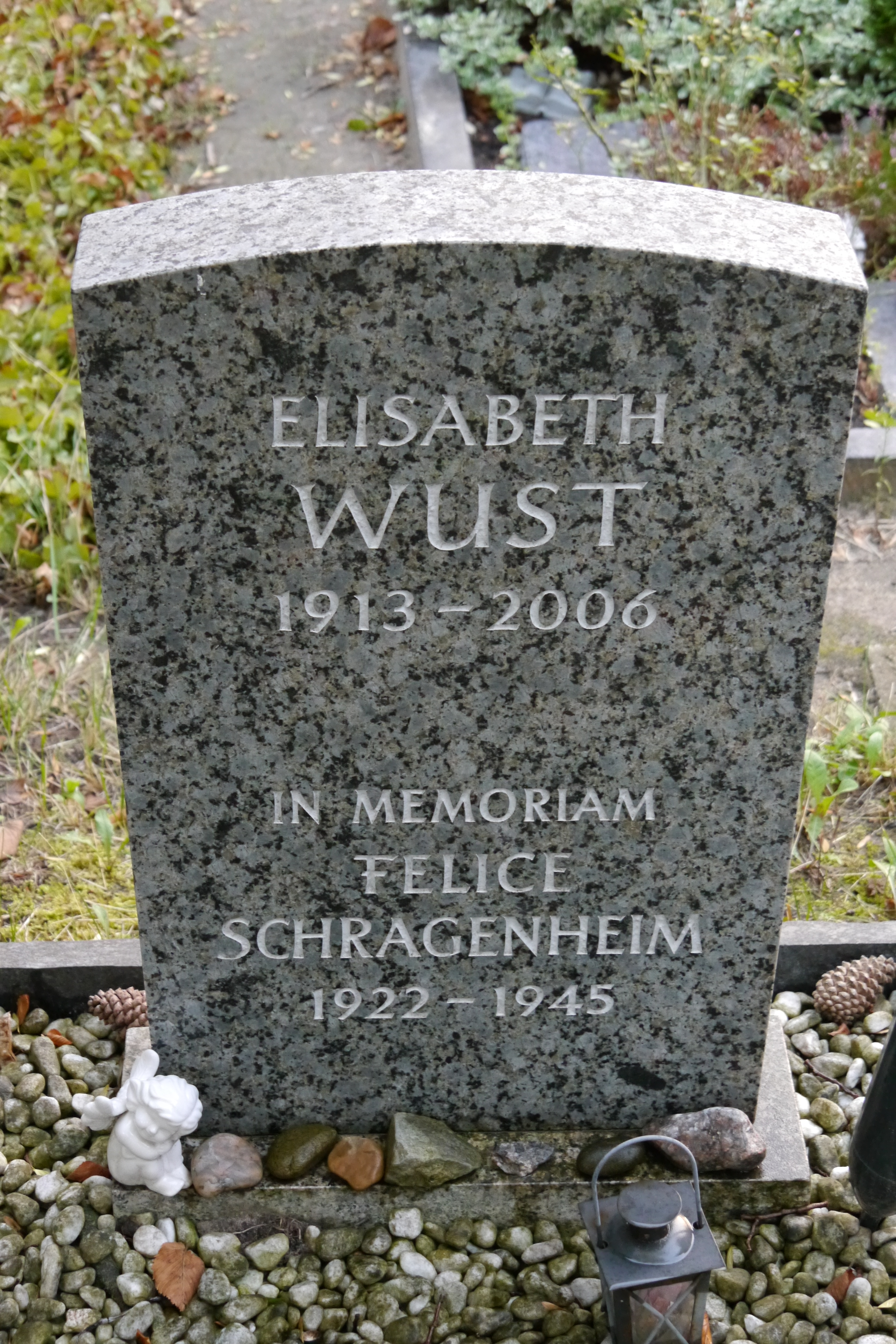
Grabstein von Elisabeth Wust auf dem Friedhof der Giesensdorfer Dorfkirche in Berlin

Weithin bekannt wurde sie durch das Buch Aimée & Jaguar von Erica Fischer, das die Liebesbeziehung Elisabeth Wusts zur Jüdin Felice Schragenheim im Kontext des Nationalsozialismus anhand von Wusts Erinnerungen und Aussagen von Zeitzeugen dokumentiert, und durch den in Anlehnung an das Buch entstandenen gleichnamigen Spielfilm. 

## Leben
Charlotte Elisabeth, die Lilly genannt wurde, wuchs in Berlin-Steglitz auf. 1934 heiratete sie den Bankangestellten Günther Wust. Aus der Ehe gingen vier Söhne hervor (geboren 1935, 1937, 1939 und 1941). Ursprünglich Mitläuferin der Nationalsozialisten, verliebte sich Wust 1942 in die Jüdin Felice Schragenheim, die vier Monate später bei ihr einzog. Lilly ließ sich 1943 von ihrem Mann scheiden. Nur etwas mehr als ein Jahr lebten die beiden Frauen zusammen, bis am 21. August 1944 Felice von der Gestapo verschleppt wurde. Wust wurde zwar verhört und mit Deportation ins KZ bedroht, blieb aber als Mutterkreuzträgerin letztendlich von einer Strafe verschont. Ihre Liebe zu Felice währte auch nach der Abholung durch die Nazis weiter, etliche Liebesbriefe belegen dies. Wust versorgte Schragenheim mit Nahrung und Kleidung, so gut es ging, wobei auch Sendungen verlorengingen. Nach weiteren Deportationen Schragenheims forschte Wust sehr lange nach deren Aufenthaltsort. Vermutlich starb Felice Schragenheim auf einem Todesmarsch vom KZ Groß-Rosen nach Bergen-Belsen und wurde anonym bestattet. Am 14. Februar 1948 wurde sie vom Amtsgericht Berlin-Charlottenburg für tot erklärt, als Todesdatum wurde der 31. Dezember 1944 festgelegt.
Nach Tagebuchaufzeichnungen und einem Selbstmordversuch zu urteilen, war Elisabeth Wust seit der Nachricht vom Tode Felice Schragenheims innerlich gebrochen. Inzwischen verarmt, heiratete sie 1950 ein zweites Mal, ohne jedoch ihren Gatten zu lieben, den sie als unattraktiv und unsympathisch beschrieb und der sich in der Ehe als herrisch und gewalttätig erwies. Während der Ehe unternahm sie einen weiteren Suizidversuch. Bereits ein Jahr nach ihrer Schließung wurde die Ehe geschieden.

## Ehrungen und Auszeichnungen
Neben Felice unterstützte Elisabeth Wust noch drei weitere Jüdinnen, die sie bis zum Kriegsende in ihrer Wohnung versteckte. Für diese Leistungen ehrte die Bundesrepublik Deutschland sie im September 1981 mit dem Bundesverdienstkreuz am Bande.  Nach der Ordensverleihung bekam sie in ihrem Umfeld teilweise Verachtung zu spüren und ihre Wohnungstür wurde mit Jauche beschmiert. Infolge dieses antisemitisch geprägten Psychoterrors zog sie sich mehr und mehr zurück.
Fast 80-jährig traf Wust die Autorin Erica Fischer und erzählte ihr ihre Geschichte. Aus langen intensiven Gesprächen, hinterlassenen Briefen und Gedichten sowie eigenen Recherchen erschien 1994 das Buch Aimée & Jaguar, das die Vorlage für den 1998 erschienenen gleichnamigen Spielfilm lieferte, der 1999 als Eröffnungsfilm auf der Berlinale vorgestellt wurde. Durch einen Auftritt in der Sendung Boulevard Bio 1994 sowie durch die WDR-Dokumentation Das kurze Glück zum langen Traum (1994) wurde Wusts Geschichte auch einem breiteren Fernsehpublikum bekannt.
1999 wurde sie als Gerechte unter den Völkern geehrt.

## Veröffentlichungen
Erica Fischer veröffentlichte das Buch Aimée & Jaguar, welches die Liebesbeziehung Elisabeth Wusts zur Jüdin Felice Schragenheim im Kontext des Nationalsozialismus anhand von Wusts Erinnerungen und Aussagen von Zeitzeugen dokumentiert. Der in Anlehnung an das Buch entstandene gleichnamige Spielfilm wird häufig inhaltlich mit dem Buch gleichgesetzt. Obwohl dies auf zahlreichen Internetseiten geschieht, ist das Buch mit seinen Aussagen, Briefen, Fotos und weiteren Belegen ein reflektorisch-kritisches Zeitdokument, während die gespielten Szenen im Spielfilm von den tatsächlichen Vorkommnissen teilweise abweichen. Der Titel von Buch und Film zitiert Namen, die sich die Liebenden untereinander gaben, wobei Lilly „Aimée“ und Felice „Jaguar“ war.

## Nachleben
Besonders verbunden fühlte sich Wust mit ihrem zum Judentum konvertierten Sohn Eberhard, der seit 1961 in Israel lebt. Nur wenn sie ihn besuche, kehre die Lebenslust zurück und sie fühle sich unter ihresgleichen. So schilderte es die 80-Jährige im Buch. Es war ihr Wunsch, dass nach ihrem Tod alle Dokumente aus der Zeit mit Schragenheim, die sie in zwei Koffern verwahrte, zu ihm nach Israel gebracht würden. Später beschloss sie, besagten Nachlass inklusive ihres Tagebuchs dem Jüdischen Museum Berlin zu stiften, was Eberhard nach ihrem Tod veranlasste.
2008, zwei Jahre nach dem Tode Lilly Wusts und vierzehn Jahre nach Erscheinen des Buches, meldete sich eine damalige Freundin von Felice Schragenheim, Elenai Predski-Kramer, zu Wort. Sie übte Kritik an den Darlegungen im Buch und äußerte den Verdacht, Wust selbst habe Schragenheim aus Habgier an die Gestapo verraten. Sie untermauerte diese Vermutung mit der Tatsache, dass Schragenheim drei Wochen vor ihrer Deportation eine Schenkungsurkunde zugunsten Wusts verfasst hatte, und damit, dass die Gestapo im Besitz eines Fotos war, von dem es nur drei Abzüge gegeben habe, wovon sich einer in Lilly Wusts Privatbesitz befunden hätte. Wust ihrerseits hatte Abbildungen des Dokuments der vorsorglichen Schenkung und des in ihrem Besitz befundenen Exemplars des verhängnisvollen Fotos dem Buch Fischers beigesteuert. Besagte Anschuldigungen wurden nie erhärtet.
Das Grab von Elisabeth Wust befindet sich auf dem Friedhof der Giesensdorfer Dorfkirche in Berlin.